# Lista de vereadores de Varre-Sai
Esta é a lista de vereadores de Varre-Sai, município brasileiro do estado do Rio de Janeiro.
A Câmara Municipal de Varre-Sai é formada por nove representantes. A sala de sessões chama-se Plenário Sebastião Abib de Oliveira Vargas, denominado pela Lei municipal nº 980, de 26 de outubro de 2021, publicado no D.O.M. do dia seguinte.

## Legislatura de 2021–2024
Estes são os vereadores eleitos nas eleições de 15 de novembro de 2020, pelo período de 1° de janeiro de 2021 a 31 de dezembro de 2024:
| Mesa Diretora (2021-2022)         |                       |                        |                           |
| Nome                              | Início do mandato     | Fim do mandato         | Cargo                     |
| Luiz Carlos dos Santos Mota (PMB) | 1º de janeiro de 2021 | 31 de dezembro de 2022 | Presidente da Câmara      |
| José Pedro Rodolfi Junior (DEM)   | 1º de janeiro de 2021 | 31 de dezembro de 2022 | Vice-presidente da Câmara |
| Fabrício Geraldo Pimentel (DEM)   | 1º de janeiro de 2021 | 31 de dezembro de 2022 | 1º Secretário             |
| Rafael de Oliveira Ramos (PP)     | 1º de janeiro de 2021 | 31 de dezembro de 2022 | 2º Secretário             |

|   | Nome                                                                            | Partido                                | Votos | %    | Observações |
| - | ------------------------------------------------------------------------------- | -------------------------------------- | ----- | ---- | ----------- |
| 1 | Cláudio Magno Paulanti (Varre-Sai, 12.07.1969–)                                 | Progressistas (PP)                     | 597   | 8,86 | 2º mandato  |
| 2 | Antonio Said de Oliveira Junior, Juninho Said (Varre-Sai, 23.03.1979–)          | Movimento Democrático Brasileiro (MDB) | 384   | 5,70 | 2º mandato  |
| 3 | Fabrício Geraldo Pimentel (Varre-Sai, 06.01.1981–)                              | Democratas (DEM)                       | 372   | 5,52 | 1º mandato  |
| 4 | José Pedro Rodolfi Junior, Juninho do Zé Pedro (Varre-Sai, 06.01.1982–)         | Democratas (DEM)                       | 372   | 5,52 | 2º mandato  |
| 5 | Rafael de Oliveira Ramos (Varre-Sai, 24.12.1974–)                               | Progressistas (PP)                     | 284   | 4,21 | 1º mandato  |
| 6 | Jean Pierre Vieira Valentim (Natividade, 05.02.1976–)                           | Movimento Democrático Brasileiro (MDB) | 251   | 3,72 | 1º mandato  |
| 7 | José Carlos Monteiro, Professor Pará (Varre-Sai, 14.02.1965–)                   | Solidariedade (SD)                     | 244   | 3,62 | 1º mandato  |
| 8 | Waltair Antônio Nery dos Santos, Waltair da Nirinha (Caiana, 05.08.1972–)       | Solidariedade (SD)                     | 206   | 3,06 | 1º mandato  |
| 9 | Luiz Carlos dos Santos Mota, Luiz Marajá (Bom Jesus do Itabapoana, 04.01.1966–) | Partido da Mulher Brasileira (PMB)     | 182   | 2,70 | 1º mandato  |

## Legislatura de 2017–2020
Estes são os vereadores eleitos nas eleições de 2 de outubro de 2016:
|   | Nome                                                                             | Partido                                            | Votos | %     | Observações |
| - | -------------------------------------------------------------------------------- | -------------------------------------------------- | ----- | ----- | ----------- |
| 1 | José Pedro Rodolfi Junior, Juninho do Zé Pedro (Varre-Sai, 06.01.1982–)          | Partido do Movimento Democrático Brasileiro (PMDB) | 597   | 9,09  | 1º mandato  |
| 2 | Paulo Sérgio Barsani, Paulinho da Saúde (Varre-Sai, 13.02.1975–)                 | Partido Social Democrático (PSD)                   | 444   | 6,76  | 1º mandato  |
| 3 | José Antonio de Oliveira, Baiano da Saúde (Varre-Sai, 17.02.1958–)               | Partido Renovador Trabalhista Brasileiro (PRTB)    | 400   | 6,09f | 1º mandato  |
| 4 | Afonso Cláudio de Oliveira, Cláudio da Silvana (Varre-Sai, 17.01.1974–)          | Partido Progressista (PP)                          | 360   | 5,48  | 1º mandato  |
| 5 | José Maria de Freitas Pellegrini, Zé Maria da Raposinha (Varre-Sai, 01.07.1981–) | Partido Socialista Brasileiro (PSB)                | 316   | 4,81  | 1º mandato  |
| 6 | Antônio José Ferreira, Toim da Rapa (2019-2020) (Varre-Sai, 24.08.1978–)         | Democratas (DEM)                                   | 309   | 4,70  | 1º mandato  |
| 7 | Cláudio Magno Paulanti (2017-2018) (Varre-Sai, 12.07.1969–)                      | Partido Popular Socialista (PPS)                   | 295   | 4,49  | 1º mandato  |
| 8 | Alex Assis Vioti Vargas dos Santos (Varre-Sai, 27.10.1985–)                      | Partido Republicano da Ordem Social (PROS)         | 280   | 4,26  | 1º mandato  |
| 9 | Antonio Said de Oliveira Junior, Juninho Said (Varre-Sai, 23.03.1979–)           | Partido do Movimento Democrático Brasileiro (PMDB) | 226   | 3,44  | 1º mandato  |

## Legenda
| Cor  | Significado          |
| Bege | Presidente da Câmara |
| Azul | Suplente             |